# SEKAI NO OWARI
SEKAI NO OWARI（セカイノオワリ）は、日本の男女混合4人組バンド。旧称は世界の終わり。2007年結成。所属事務所はTOKYO FANTASY。所属レコード会社はユニバーサルミュージックで、所属レーベルはVirgin Music。公式ファンクラブは「S.N.O.W.S」と「R.A.I.N.S」。略称は「セカオワ」。ファンダムネームは「ENDer」、「セカオ輪」。2013年から「End of the World」名義で海外での活動も行っている。

## 概要

### バンド名の由来
「SEKAI NO OWARI」というバンド名は、初代リーダーであるFukaseが、「ADHDなどの障がいによる困難な生活」「閉鎖病棟への入院」「医師になるために勉強した記憶が薬の副作用で消える」などの辛い経験をし、絶望し自分の世界が終わったと思ったが、その時に残されていたのが音楽と今の仲間だけだったので、「世界の終わり」から始めてみようというポジティブな意味が込められている。2011年のメジャーデビュー時に表記を「世界の終わり」からアルファベット表記に改めた。また、2012年にアルバム『ENTERTAINMENT』の発表以降は、DJ LOVE以外のメンバーも本名を伏せている。

### 制作体制
作詞、作曲はDJ LOVE以外の3人が行っている。編曲は主にNakajinがDTMを使用して作業していく。レコーディングでは、サウンドセレクターであるDJ LOVEが主にギター、ベースとそのアンプの機材を選び音色を調整し、ピアノの演奏をSaoriが行う。Fukaseは自分のボーカル以外の録音中はスタジオに入って来ず、レコーディングスタジオのロビーでゲームをし、最終的な統括に徹している。
インディーズ時代は、編曲、レコーディングともにメンバーのみで行っていたが、2013年からはメンバーと親交のあるCHRYSANTHEMUM BRIDGEなどが編曲に加わっている。

## メンバー
4人はFukaseを通した幼稚園から高校までの友人であり、Saoriのみ1学年後輩である。現在のDJ LOVEは2代目であるが、初代とは今でも親交がある。ちなみにDJ LOVE以外の2人はあやまんJAPANのファンタジスタさくらだ、女流書道家の金澤翔子と小学生時代の級友である（前者に関してはSaoriとも交友があるとのこと）。メンバーと仲間のスタッフで、一軒家を借りて共同生活を送っている。
当初は私服姿でライブやPV、アーティスト写真を撮影していたが、全員衣装を着用するようになった。
| 人名                          | 本名                                              | プロフィール                        | パート |
| ----------------------------- | ------------------------------------------------- | ----------------------------------- | --- |
| Nakajin（ナカジン）           | 中島 真一（なかしま しんいち）                    | 1985年10月22日（39歳） 東京都大田区 | サウンドプロデュース ギター ボーカル コーラス ベース パーカッション シンセサイザー プログラミング 作詞 作曲 |
| Fukase（フカセ）              | 深瀬 智（ふかせ さとし）                          | 1985年10月13日（39歳） 東京都大田区 | ボーカル ギター ベース 作詞 作曲                                                                            |
| Saori（サオリ）               | 池田 彩織（いけだ さおり） 旧姓：藤崎（ふじさき） | 1986年8月13日（39歳） 大阪府吹田市  | ピアノ キーボード コーラス アコーディオン グロッケンシュピール 作詞 作曲                                    |
| DJ LOVE（ディージェイ・ラヴ） | 非公表                                            | 1985年8月23日（39歳） 東京都大田区  | DJ ドラム                                                                                                   |

## 略歴

### インディーズデビューまで
- 2000年 - NakajinとFukaseは中学校の同級生だった[11]。Fukaseの上履きのつま先部分にゆずの絵[注釈 2]が書いてあることに気づいたNakajinが、Fukaseに「ゆず聞くの？」と声をかけた[12]ことをきっかけに、2人は仲良くなっていった[13]。Nakajinがアコースティックギターとハーモニカ、Fukaseは出会った当時ギターを持っていなかったため、タンバリンを持って、2人でゆずのコピーを始める。
- 2001年 - NakajinとFukaseは別々の高校に進学する。また、高校時代、Fukase、初代DJ LOVE、二代目DJ LOVEの3人でコピーバンドをやっていたが、Fukaseの高校中退と共になくなった[14]。NakajinとFukaseは大晦日に地元の神社で偶然再会する[11]。パンク・ロックを聞き始めていた2人は再び意気投合した。
- 2005年 - NakajinとFukaseが2人でオリジナル楽曲を制作し始める。NOFXやランシドなどのパンクロックバンドに影響を受けていたために、初オリジナル楽曲はギターロックにのせてFukaseがシャウトするような内容であった。並行してバンドメンバーを再三募集するが、なかなか定着しなかった。その後、初代DJ LOVEと3人で楽曲を制作していた[14]。「まずは仲間が集まることの出来る場所を借りよう」とFukaseが提案し、場所を探し始める。
- 2006年 - 印刷工場だった地下空間へたどり着き、ライヴハウス『club EARTH』（東京都大田区）を手作りで設立した。
- 2007年 - Nakajin（ドラム）、初代DJ LOVE[注釈 3][15]（ベース）、Saori（ピアノ）、Fukase（ボーカル・ギター）で、コピー・バンドをやっていた[16]。BUMP OF CHICKENの「プラネタリウム」、銀杏BOYZの「銀河鉄道の夜」、the band apartの「星に願いを」、サザンオールスターズの「真夏の果実」などをコピーしていた[17]。ライブハウス『club EARTH』を完成させて約半年後、活動をオリジナル曲の制作の方にシフトしていき[16]、バンド・世界の終わりを結成[15]。自主制作で1000枚限定のデモ・アルバム『sekai NO oWARi』を制作した[18]。ライブハウス『club EARTH』での初ライブをするが、観客は15人であった。この頃、二代目DJ LOVEは、機材の搬入・搬出や、club EARTHでのライブ時にバンドとバンドの合間にDJをしていた[14]。
- 2008年 - 初代DJ LOVEがバンドを脱退[19]。それを受けて、club EARTHのボランティアスタッフをしていたDJ経験のある高校時代の友達にFukaseが「一生のお願いだからバンドに入ってくれ」とバンド勧誘の電話をかけ、ピエロのお面と名前を引き継いだ形で現在のDJ LOVEが加入[19]。ギター、ボーカル、ピアノ、DJという編成でバンドを結成する。二代目DJ LOVE加入後、下北沢で行った初ライブで[19]元のマネージャー宍戸亮太に声をかけられる[20]。二代目DJ LOVEは、加入と共に事務所との契約が決まったことから、メンバーに「福の神」と呼ばれている[20]。

### 2010年 - 2011年：『EARTH』まで
- 2010年
  - 2月10日 - 期間限定シングル『幻の命』[注釈 4]でラストラム・ミュージックエンタテインメントよりインディーズデビュー[21]。さらに4月に、アルバム『EARTH』をリリース[22]。重いメッセージ性とポップな音が融合している点が評価され、翌年1月、第3回CDショップ大賞の準大賞を受賞した[23]。また、発売日から同年7月まで、アルバムを引っ提げた全国ツアー『Heart the eartH TOUR』を全国23都市で開催した[24]。
  - 11月 - インディーズ・シングル『天使と悪魔/ファンタジー』をリリース[25]。「天使と悪魔」がテレビ朝日系テレビドラマ『霊能力者 小田霧響子の嘘』の主題歌として起用され、初タイアップとなった[26]。翌月にかけて全国ツアー『秋のワンマンツアー2010』を全国11都市で開催した[27]。翌年6月に発売された初のライブ・ビデオ『2010.12.23 SHIBUYA C.C.Lemon Hall』に収録された[28]。

### 2011年 - 2012年：『ENTERTAINMENT』まで
- 2011年
  - 8月17日 - レーベルをトイズファクトリーに移し、シングル『INORI』でメジャー・デビュー[29]。バンド名を「SEKAI NO OWARI」に変更[29]。発売日にラジオ『SCHOOL OF LOCK!』に生出演し、9月から同番組内の「セカオワLOCKS!」に3か月限定でレギュラー出演することを発表[30][31]。
  - 10月16日 - 「MINAMI WHEEL」で過去最高入場列を記録[32]。会場であるBIG STEPの最上階4階から地下3階（最下階）へ届き、折り返して地上1階に至るまでとなった[32]。
  - 11月 - 初の日本武道館ワンマン公演『SEKAI NO OWARI at 武道館』を開催[33]。チケットは完売し大成功を収めた[33]。翌日、メジャー2枚目シングル『スターライトパレード』をリリース[34]。また、翌月にかけて全国ツアー『SEKAI NO OWARI TOUR 2011』を全国9都市で開催[35]。
- 2012年
  - 1月17日 - ラジオが大好きすぎたという理由で自分達のネットラジオ「CHAN'T SLEEP FANTASY NIGHT」をスタート[36]。更新は不定期[36]。ケロログやポッドキャストで無料配信されていたが、現在はファンクラブ会員限定コンテンツとなっている。
  - 4月 - 期間限定で担当していたラジオ『SCHOOL OF LOCK!』内の「セカオワLOCKS!」が再開される[37]。
  - 5月 - 『ZEPP TOUR 2012 「ENTERTAINMENT」』を3都市で開催[38]。約2週間後にメジャー3枚目シングル『眠り姫』をリリースした[39]。この曲で『ミュージックステーション』に初出演を果たす[40]。
  - 7月 - メジャー1枚目アルバム『ENTERTAINMENT』をリリース[41]。同年の第54回レコード大賞で優秀アルバム賞を受賞[42]。発売後から約3か月にわたり『HALL TOUR 2012 「ENTERTAINMENT」』を全国25都市で開催[43]。

### 2013年：世界展開の始動
「End Of The World」として本格的に世界展開のプロジェクトが始動する。マドンナやレディー・ガガなどとの提携で知られるプロモーター「Live Nation Entertainment」との提携を発表。
- 2013年
  - 1月27日 - フランス・カンヌで初のヨーロッパ・ライヴを行った[45]。同日、新たにリミックスした音源を「End Of The World」名義でYouTubeにアップロードしている[46][47][48]。また、新しいアーティスト写真も公開された（アリーナツアーでの衣装を着用している）。

### 2013年 - 2015年：『Tree』まで
- 2013年
  - 1月13日 - リーダーがFukaseからNakajinに交代[49]。
  - 1月～2月 - 自身初のアリーナツアー『ARENA TOUR 2013「ENTERTAINMENT」』を3都市で開催[50]。同年7月に発売されたメジャーデビュー後初のライブ・ビデオ『ARENA TOUR 2013「ENTERTAINMENT」 in 国立代々木第一体育館』に収録された[50]。
  - 4月 - 新譜の詳細を発表[51]。アーティスト写真も更新された[注釈 5][51]。それから約1か月後の5月、映画『クレヨンしんちゃん バカうまっ!B級グルメサバイバル!!』に主題歌として提供したメジャー4枚目シングル『RPG』をリリース[52]。発売日の前後で発売記念フリーライブ『SEKAI NO OWARI 2013 FREE LIVE for RPG』を名古屋・神奈川・大阪で開催[53]。
  - 8月 - 「THE天狗ズ」として渋谷PARCO前でゲリラライブ。後日、LINEのメッセージで「謎のDVD」の撮影だったことが明かされた。
  - 10月 - 自身初の野外企画『炎と森のカーニバル』開催[54]。3日間で約6万人を動員した[55]。翌年4月にリリースされたライブ・ビデオ『炎と森のカーニバル in 2013』に収録された[56]。また、同公演で「Death Disco」を初披露したところ、リリースに関する問い合わせが殺到したため、配信限定リリースが決定し、約2週間後にリリースされた[57]。楽曲は、ナゾトキネマ『マダム・マーマレードの異常な謎』の主題歌として提供された。11月、早稲田祭に参加し、初の学園祭ライブを敢行[58]。
- 2014年
  - 1月17日〜27日 - 「LINEポコパン」内にキャラクター出演[59]。BGMに起用された[59]「スノーマジックファンタジー」は同月、メジャー5枚目シングル『スノーマジックファンタジー』としてリリース[60]。オリコンのCDシングル週間ランキングで初の1位を獲得した[61]。
  - 4月 - メジャー6枚目シングル『炎と森のカーニバル』と、メジャー3枚目のライブ・ビデオ『炎と森のカーニバル in 2013』を同時リリース。ライブ・ビデオはオリコンの週間DVDランキングで総合1位を獲得した[62]。リリース直後から6月まで『ARENA TOUR 2014 「炎と森のカーニバル -スターランド編-」』を全国9都市で15公演開催[63]。約15万人を動員した[64]。
  - 5月 - 国立競技場での最後の音楽イベント『SAYONARA 国立競技場 FINAL WEEK JAPAN NIGHT』に出演[65]。“Japan to the World”公演と銘打たれ、海外での活動に積極的なミュージシャンらが出演するという2日目に出演した[65]。
  - 6月18日 - アミューズとラストラム・ミュージックの合弁会社「TOKYO FANTASY」に移籍[66]。アミューズ傘下のアーティストとなる。
  - 8月15日 - ドキュメンタリー映画『TOKYO FANTASY SEKAI NO OWARI』が公開された[67]。監督を務めた映像作家のラファエル・フリードマンが密着撮影を敢行し、ステージや楽曲制作のテーマ「TOKYO FANTASY」が映像で表現された[68]。また、同年夏にはナッシュビル（アメリカテネシー州）で海外盤のレコーディングを敢行しており[69]、「Dragon Night」のレコーディングも行われた[70]。
  - 10月 - 二度目の自主企画野外イベント『TOKYO FANTASY』を開催した[71]。当初予定していた最終公演は台風18号の接近により中止されたが[72]、2日間で約4万人を動員した[73]。また、全公演にアウル・シティーがゲスト出演した[74]。それから約1週間後、メジャー7枚目シングル『Dragon Night』をリリースした[75]。サウンド・プロデュースはニッキー・ロメロが担当していて[76]、アメリカでレコーディングが行われた[70]。マカオで開催された『ABU TVソング・フェスティバル2014』に日本代表として出演した[77]。
  - 12月 - Yahoo!検索大賞 2014のミュージシャン部門を受賞[78]。年末には『第65回NHK紅白歌合戦』に初出場し、「Dragon Night」を披露した。[79]
- 2015年
  - 1月 - メジャー2枚目アルバム『Tree』をリリースし[80]、オリコン週間アルバムランキングで自身初の1位を獲得した[81]。
  - 7月 - 日産スタジアムでの自身初公演『Twilight City』を開催し、2日間で約14万人を動員した。[82]
  - 8月 - 実写映画版『進撃の巨人 ATTACK ON TITAN』において、主題歌として「ANTI-HERO」を提供。ダン・ジ・オートメイターをプロデューサーに起用してサンフランシスコでレコーディングを行った。9月に公開された後編『進撃の巨人 ATTACK ON TITAN　エンド・オブ・ザ・ワールド』にも主題歌「SOS」を提供。こちらはケン・トーマスをプロデューサーに起用しロンドンでレコーディングされた。また、この二曲は全編英語詞となっている。
  - 10月 - NHK全国学校音楽コンクールにて、中学校の部の課題曲として「プレゼント」を提供[83]。
  - 10月21日 - 「Dragon Night」が、京浜急行電鉄空港線羽田空港国際線ターミナル駅（現：羽田空港第3ターミナル駅）の接近メロディとなる。[84]
  - 12月 - 2回目の紅白歌合戦出場が決定。「プレゼント」を披露。

### 2016年 - 2019年：『Eye』『Lip』まで
- 2016年
  - 3月〜6月 - 全国アリーナツアー『The Dinner』を開催。
  - 10月 - 動物殺処分ゼロプロジェクト「ブレーメン」支援シングルとして、『Hey Ho』をリリース。
  - 12月 - 3回目の紅白歌合戦出場が決定。「Hey Ho from RPG」を披露。
- 2017年
  - 1月〜2月 - ドームツアー『Tarkus』を開催。
  - 1月 - 全国アリーナツアー『The Dinner』のライブDVD、ブルーレイを発売。
  - 7月 - 米林宏昌監督のアニメ映画『メアリと魔女の花』の主題歌「RAIN」をリリース。
  - 12月 - 紅白歌合戦に4回目の出場。「RAIN」を披露した。
- 2018年
  - 2月 - 平昌オリンピック・パラリンピックのNHK放送テーマソング「サザンカ」を担当[85][86]。
  - 4月〜6月 - 野外ツアー「INSOMNIA TRAIN」を開催。
  - 10月 - 配信シングル『イルミネーション』をリリース。同曲はテレビドラマ『リーガルV〜元弁護士・小鳥遊翔子〜』の主題歌として書き下ろされた。
  - 11月〜12月 ‐自身初のファンクラブ限定ツアー『Fafrotskies』を開催。
  - 12月 - 紅白歌合戦に5回目の出場。「サザンカ」を披露した。
- 2019年
  - 1月 - 新曲「Re:set」がPS4/PS Vita用ゲーム『キャサリン・フルボディ』のイメージ・ソングに決定。
  - 2月 - 前作『Tree』より約4年振りとなるフルアルバム『Eye』『Lip』を同時リリース。
  - 4月〜8月 - 全国アリーナツアー『The Colors』を開催。

### 2020年 - 2021年：『scent of memory』まで
- 2020年
  - 1月 - 全国アリーナツアー『The Colors』のライブDVD、ブルーレイを発売。
  - 2月 - デビュー日である2月10日に自身初となるベストアルバム『SEKAI NO OWARI 2010-2019』の発売を発表[87][88]。また同時に、ホームページや「S.N.O.W.S」、「R.A.I.N.S」もリニューアルされた。
  - 3月 - au『au 5Gその手に篇』CMソング『Dropout』の配信開始。
  - 4月 - TOKYO FM開局50周年アニバーサリーソングの制作が発表された[89][90]。6月発売のシングルにカップリングとして収録。
  - 5月 - 新型コロナウイルスの感染拡大に伴い、ベストアルバム『SEKAI NO OWARI 2010-2019』とシングル『umbrella/Dropout』の発売が延期される[91]。同様の理由からドームツアー『Du Gara Di Du』も中止となった。
  - 5月 - DJ LOVEが「#渋谷攻殻NIGHT by au 5G」に出演[92]。
  - 6月 - 両A面シングル『umbrella/Dropout』をリリース。「umbrella」はフジテレビ系ドラマ『竜の道 二つの顔の復讐者』主題歌。
  - 7月 - 「umbrella」のミュージックビデオ公開[93]。また、大田区に新設されたZepp Hanedaにてこけら落とし公演を行う予定であったが、何の発表もなく行われることはなかった[94]。
  - 10月 - TBS系ドラマ『この恋あたためますか』主題歌「silent」先行配信開始。
  - 12月 - シングル『silent』リリース。
- 2021年
  - 2月 - ベストアルバム『SEKAI NO OWARI 2010-2019』リリース[95]。
  - 7月 - オリジナルアルバム『scent of memory』リリース[96]。「制作上の理由」により当初予定の7月7日から7月21日に延期された[97]。
  - 11月～翌年3月 - 2年ぶりとなるアリーナツアー「BLUE PLANET ORCHESTRA」が開始。
  - 12月 - Netflix『未来日記』の配信開始に合わせ、同作の主題歌「Diary」が先行配信された。また、翌月にかけて開催された書家・金澤翔子の個展『つきのひかり』にて、SEKAI NO OWARIとのコラボレーション作品が登場[98]。

### 2022年 - 2024年：『Nautilus』まで
- 2022年
  - 2月 - CDシングル『Diary』発売。
  - 4月 - デビュー10周年を記念したライブイベント『THE PARADE』を開催[99]。また、翌5月にかけて新型コロナウイルスの影響により延期されていたエキシビション企画『THE SECRET HOUSE』も開催[99]。
  - 6月 - CDシングル『Habit』発売。
  - 8月〜10月 - 全4都市5公演にわたるドームツアー『Du Gara Di Du』が開催された。また、来年1月からファンクラブツアーを開催することを発表した[100]。
  - 11月 - 第73回NHK紅白歌合戦への4年ぶり6回目の出場が発表された。なお、過去5回は白組で出場していたが、今回は紅組で出場。
  - 12月 - 「Habit」で第64回日本レコード大賞に出場し大賞を受賞。
- 2023年
  - 1月 - 映像作品『Du Gara Di Du』発売。
  - 1月〜3月 - ファンクラブツアー「Fafrotskies 〜The Fan〜」開催。
  - 6月 - トリプルA面シングル『ターコイズ/サラバ/バタフライエフェクト』発売。
  - 8月 - 配信シングル『ROBO』配信開始。
  - 9月 - 配信シングル『最高到達点』配信開始。
  - 9月〜11月 - Zeppツアー「Terminal」開催。
- 2024年
  - 3月 - オリジナルアルバム『Nautilus』発売。
  - 3月〜8月 - バンド史上最大規模のアリーナツアー「深海」開催。
  - 5月 - 配信シングル『Romantic』配信開始。
  - 8月 - バンドの公式Instagramアカウントを開設[101]。
  - 12月 - 初のアナログレコード盤アルバム『Nautilus』、映像作品『深海』をリリース。

### 2025年 -：現在まで
- 2025年
  - 3月 - 映画『少年と犬』の主題歌として書き下ろした楽曲『琥珀』を配信シングルとしてリリース。
  - 5月～7月 - ファンクラブツアー「INSTANT RADIO」を開催。
  - 7月 - 劇場アニメ『不思議の国でアリスと -Dive in Wonderland-』の主題歌として書き下ろした楽曲『図鑑』が配信シングルとしてリリース。
  - 9月 - 両A面シングル『琥珀/図鑑』をリリースする予定。
  - 9月～10月 - 約6年ぶりとなるアジアツアー「Phoenix」を開催予定[102]。

## チャリティー活動
東日本大震災復興支援として、TOKYO FM系列『SCHOOL OF LOCK!』と共同で、東日本大震災復興支援プロジェクト「STAY STRONG」を発足。チャリティリストバンドを制作し、自身のツアーや出演イベントなどで販売。2019年3月末時点で、3635万9437円を被災地へと寄付している。支援活動は、今もなお継続して行っている。またツアーなどで会場に届けられる贈花などは、被災地へ支援物資として送れるように配慮して、可能な限り米をお願いしている。
他にも、エイズ孤児支援NGO・PLASやROOTOTEチャリティや熊本地震発生直後現地にボランティアで足を運ぶなどの支援活動にも積極的に参加している。
2016年7月27日には、様々な支援に取り組み「ピースワンコ・ジャパン」などで実績に定評のある NPO 法人「ピースウィンズ・ジャパン」と一緒に動物殺処分ゼロ支援プロジェクト「ブレーメン」のスタートを発表した。

## club EARTH
club EARTH（クラブ アース）は、東京都大田区の京浜急行電鉄空港線大鳥居駅付近にあるクラブハウスである。前述の通り、Fukaseが仲間の集まることのできる拠点を作るために土地を探し、見つけた地下空間に自分達で作業をして作った。
家賃は当時のSaoriのバイトの3カ月分の給料が飛ぶほどであった。更に、Fukaseの貯金が0円であったことや先が見えないということもあり、Saoriはかなり不安だったがFukaseとNakajinがとても乗り気で、先を心配していたのが恥ずかしくなったという。
当初の予算は6万円だったが進めていくうちにその金額は100倍となり、作る際にはそれぞれ200万円ずつ借金をした。
しばらくは同所を活動の拠点としており、住み込みで作業をしていた。現在は別の場所で家を借りてシェアハウスという形態でメンバーとスタッフで住んでおり、club EARTHでは2016年現在も様々なイベントを行っている。

## End of the World
End of the World（エンド・オブ・ザ・ワールド）は、SEKAI NO OWARIがグローバル展開を目的としたプロジェクト。
2013年からは海外での活動を積極的に行っていき、「End Of The World」という名前で世界展開をしていくことを発表した。バンド名は「SEKAI NO OWARI」を英訳したもので、「『SEKAI NO OWARI』ってどういう意味？」と現地の記者に聞かれることが面倒だったので直訳したとFukaseが答えている。なお、2014年に一度活動名が「SEKAI NO OWARI」に変更されたが、2016年に現在のものに改称された。

### 2013年 - 2015年：海外活動の始動、フランス公演
- 2013年
  - 1月 - 「End Of The World」として、本格的に世界展開のプロジェクトが始動[109]。プロモーターである「Live Nation Entertainment」との提携を発表[113]。同月、フランス・カンヌで開催された国際音楽産業見本市『MIDEM』のイベント『Live Nation Night』に参加し、初ライブを敢行。ライブはリンキン・パークのマネージャーから高い評価を得た[114]。
  - 5月 - NHKの音楽番組「J-MELO」に出演。プロジェクトとしてはテレビ初出演となった[115]。
- 2014年
  - 2月 - 海外活動時の活動名も「SEKAI NO OWARI」に変更することを発表[111]。アルゼンチンに同名のグループが存在しているための対応であった[116]。

- 2015年
  - 6月 - SEKAI NO OWARIとして、楽曲「Dragon Night」の英語版がリリース。この楽曲は日本語版と英語版が並行して制作されており、先に本プロジェクトの楽曲として英語版がリリースされる予定だった。
  - 10月 - SEKAI NO OWARIとして、イベント「第12回東京国際ミュージック・マーケット（通称：TIMM）」に出演[117]。このイベントでは、翌年にEnd of the Worldとして披露する楽曲を演奏した[118]。
  - 11月 - SEKAI NO OWARIとして、台湾で単独公演「SEKAI NO OWARI Special Live Show in Taiwan 2015」を開催。海外での単独公演は初となった[119]。

### 2016年 - 2018年：単独公演、楽曲「One More Night」リリース
- 2016年
  - 8月 - バンド名を「End of the World」に改め、アメリカにてライブデビュー[112]。ツアーを実施し2公演行った[120]。また、アメリカの写真家・Liam Wong（英語版）が撮影したアーティスト写真が公開された[121][122]。
  - 9月 - 中国で開催されたイベント「Concrete & Grass Music Festival 2016」に出演。
  - 11月 - メンバーと交友のある、イギリスのエレクトロニックグループ・クリーン・バンディットがアメリカで開催したイベントにオープニングアクトとして出演[123]。同月、香港で開催されたイベント「Clockenflap 2016」に出演し、香港デビューを果たした[124]。
- 2017年
  - 2月 - 韓国と台湾で単独公演を開催[125]。韓国での単独公演は自身初であり、当初1公演のみとなる予定であったが、チケット販売開始直後全席完売となったため公演が追加され2公演実施された[126]。
  - 3月 - シンガポールで単独公演を開催。シンガポールでの単独公演は初であった。
  - 4月 - 海外プロジェクト初の楽曲「One More Night」をリリース。
  - 5月 - 香港と中国・広州市、成都市で単独公演を開催。
  - 8月 - タイで行われた、アメリカのバンド・DNCEが主催のイベント「SOUNDBOX IN BANGKOK」に出演[127]。
  - 10月 - DNCEとのコラボレーション楽曲「Hollow」をリリース[128]。同楽曲でDNCEと共に、ミュージックステーションにプロジェクト初出演した[129]。
- 2018年
  - 2月 - SEKAI NO OWARIの楽曲「スターゲイザー」を英訳した楽曲「Stargazer」をリリース。
  - 6月 - 韓国のヒップホップグループ・EPIK HIGHとのコラボレーション楽曲「Sleeping Beauty」をリリース。
  - 7月 - 韓国で行われたイベント「Sound City」でヘッドライナーとして、最終日のラストステージに出演した[130][131]。
  - 9月 - 香港で単独公演を開催[132]。同月、シンガポールで行われたシンガポールグランプリの前夜祭に出演した[133]。
  - 12月 - マーベル・コミックとカスタムコミック「End of the World」を共作。同月、コミックをもとにしたミュージックビデオの制作過程を追ったドキュメンタリー番組「Re:IMAGINE」が配信された[134]。

### 2019年：Insanity Recordsと契約、楽曲「Lost」リリース
- 2019年
  - 7月 - クリーン・バンディットとのコラボレーション楽曲「Lost (feat. Clean Bandit)」をリリース[135]。楽曲のリリースより、イギリスのレーベル・Insanity Recordsと契約。
  - 8月 - 楽曲「Lost」のミュージックビデオが公開[136]。アイスランドで撮影され、山田智和が監督を務めた[137]。同月、雑誌「Numéro TOKYO」10月号特装版の表紙に登場。雑誌初の独占インタビューが掲載された[138]。
  - 9月 - 雑誌「NYLON JAPAN」11月号の裏面「NYLON guys JAPAN」に登場[139]。同月に開催されたイベント「VOGUE FASHION’S NIGHT OUT 2019」にSEKAI NO OWARIとして出演し、楽曲「Lost」を披露した[140]。

### 2020年：LANDと契約、アルバム『Chameleon』リリース
- 2020年
  - 7月 - イギリスの歌手・ガブリエル・アプリンとのコラボレーション楽曲「Over (feat. Gabrielle Aplin)」をリリース。
  - 11月 - アルバム『Chameleon』をリリース。アルバムのリリースより、和田直希が代表を務めるLANDと契約。

### 2021年 - 2023年：契約解除まで
- 2021年
  - 7月 - 音楽プロデューサー・TOKYO MACHINEとのコラボレーション楽曲「Silver Lining」をリリース。同月、アルバム『Chameleon』に収録されている一部楽曲のアレンジ・バージョンが追加収録されている、配信限定アルバム『Chameleon (Deluxe)』をリリース。
  - 9月 - アメリカ・ニューヨークでライブ「Chameleon Tour Final」を開催する予定であったが、ビザ取得の遅れなどから開催が延期となった[141]。同月、楽曲「In My Dream」をリリース。
  - 10月 - アメリカの音楽プロデューサー・スティーヴ・アオキとのコラボレーション楽曲「End of the World」をリリース。
- 2022年
  - 6月 - 延期となっていた、ライブ「Chameleon Tour Final」をアメリカ・ロサンゼルスで開催。同月、アメリカの歌手・Marieme（英語版）とのコラボレーション楽曲「Big Dreams」をリリース。
- 2023年
  - 6月 - アルバム『Holy Bedroom』をリリース予定であった。しかし、予定日に発売の延期が発表され、最終的に発売中止となった。
  - 11月 - アルバムのリリースが進展せず、LANDとの契約を解除したことを発表[142]。

### 2024年 -：楽曲の削除
- 2024年
  - 5月 - 楽曲「In My Dream」「Big Dreams」のミュージックビデオが公開停止となり、各配信サービスにおいても楽曲が視聴できない状態になったことが確認される。また、公式サイト・公式ストアの閲覧もできない状態となっている。
- 2025年
  - 8月 - 楽曲「Sleeping Beauty」の配信がYGEXから配信されていた日本のApple Music、iTunes Store、LINE MUSIC、Amazon Music、moraで停止された。TOKYO FANTASYから配信されていた上記サービスの海外版、Spotifyでは配信が継続されている。

### ディスコグラフィ（End of the World）
| #   | 発売日        | タイトル  | 規格           | 規格品番  | レーベル   | 初収録アルバム |
| --- | ------------- | --------- | -------------- | --------- | ---------- | -------------- |
| 1st | 2021年2月18日 | Fangs     | カセットテープ | LAND-0002 | LAND MUSIC | Chameleon      |
| 2nd | 2022年3月4日  | Stargazer | レコード       | -         | LAND MUSIC | 未収録         |

| #    | 配信日         | タイトル                         | 参加アーティスト       | レーベル             | 初収録アルバム     |
| ---- | -------------- | -------------------------------- | ---------------------- | -------------------- | ------------------ |
| 1st  | 2017年4月28日  | One More Night                   | -                      | TOKYO FANTASY        | 未収録             |
| 2nd  | 2018年2月2日   | Stargazer                        | -                      | TOKYO FANTASY        | 未収録             |
| 3rd  | 2018年6月29日  | Sleeping Beauty                  | EPIK HIGH              | YGEX / TOKYO FANTASY | 未収録             |
| 4th  | 2019年7月26日  | Lost (feat. Clean Bandit)        | クリーン・バンディット | Insanity Records     | Chameleon          |
| 5th  | 2020年7月31日  | Over (feat. Gabrielle Aplin)     | ガブリエル・アプリン   | Insanity Records     | Chameleon          |
| 先行 | 2020年10月27日 | Fangs                            | -                      | LAND MUSIC           | Chameleon          |
| 先行 | 2020年11月7日  | Rollerskates                     | -                      | LAND MUSIC           | Chameleon          |
| 先行 | 2020年11月13日 | Forever (feat. NIKI)             | NIKI                   | LAND MUSIC           | Chameleon          |
| 6th  | 2021年1月8日   | Fangs (feat. Martin Vogt)        | マーティン・ヴォークト | LAND MUSIC           | Chameleon (Deluxe) |
| 7th  | 2021年4月30日  | Dropout Boulevard (Audien Remix) | Audien                 | LAND MUSIC           | Chameleon (Deluxe) |
| 8th  | 2021年7月16日  | Silver Lining                    | TOKYO MACHINE          | Lost In Dreams       | 未収録             |
| 9th  | 2021年9月3日   | In My Dream                      | -                      | LAND MUSIC           | 未収録             |
| 10th | 2021年10月15日 | End of the World                 | スティーヴ・アオキ     | DIM MAK / LAND MUSIC | 未収録             |
| 11th | 2022年6月10日  | Big Dreams                       | Marieme                | LAND MUSIC           | 未収録             |

| #   | 発売日                 | タイトル     | 販売形態  | 規格                     | レーベル   |
| #   | 発売日                 | タイトル     | 通常盤    | 規格                     | レーベル   |
| --- | ---------------------- | ------------ | --------- | ------------------------ | ---------- |
| 1st | 2020年11月27日         | Chameleon    | LAND-0001 | CD                       | LAND MUSIC |
| 1st | 2021年6月3日           | Chameleon    | LAND-0003 | レコード                 | LAND MUSIC |
| 2nd | 2023年6月23日 発売中止 | Holy Bedroom | -         | レコード、カセットテープ | LAND MUSIC |

| #   | 配信日        | タイトル                 | 規格                   | レーベル      |
| --- | ------------- | ------------------------ | ---------------------- | ------------- |
| 1st | 2017年8月18日 | One More Night (Remixes) | デジタル・ダウンロード | TOKYO FANTASY |
| 2nd | 2021年7月9日  | Chameleon (Deluxe)       | デジタル・ダウンロード | LAND MUSIC    |
| 3rd | 2021年8月16日 | Secret Sky               | デジタル・ダウンロード | LAND MUSIC    |

| 公開日 | 公開日   | 曲名                             | 動画        | 監督        | 備考                                                   |
| ------ | -------- | -------------------------------- | ----------- | ----------- | ------------------------------------------------------ |
| 2017年 | 3月23日  | One More Night                   | [ 動画 1 ]  | Zac Ella    | プロジェクト初のミュージックビデオ。                   |
| 2018年 | 2月20日  | Stargazer                        | [ 動画 2 ]  | 藤代雄一朗  | アメリカ・ロサンゼルスで撮影されている。               |
| 2018年 | 7月6日   | Sleeping Beauty                  | [ 動画 3 ]  | 杉本晃佑    | 「愛」と「喪失」というテーマの短編アニメーション映像。 |
| 2019年 | 7月26日  | Lost (Lyric Video)               | [ 動画 4 ]  | -           | リリックビデオ。                                       |
| 2019年 | 8月19日  | Lost                             | [ 動画 5 ]  | 山田智和    | アイスランドで撮影されている。                         |
| 2019年 | 9月11日  | Lost (Acoustic Session)          | [ 動画 6 ]  | -           | Fukaseとクリーン・バンディットが出演している。         |
| 2020年 | 7月10日  | Over (R3HAB Remix) [Lyric Video] | [ 動画 7 ]  | -           | リリックビデオ。                                       |
| 2020年 | 11月5日  | Rollerskates                     | [ 動画 8 ]  | 和田直希    | ニューヨークで撮影され、小松菜奈が出演している。       |
| 2020年 | 12月18日 | Forever (Lyric Video)            | [ 動画 9 ]  | -           | リリックビデオ。                                       |
| 2021年 | 9月4日   | In My Dream                      | [ 動画 10 ] | 和田直希    | 2024年5月以降、公開停止となっている。                  |
| 2021年 | 10月15日 | End of the World (Lyric Video)   | [ 動画 11 ] | 和田直希    | リリックビデオ。                                       |
| 2022年 | 1月14日  | End of the World                 | [ 動画 12 ] | Crazy Chris | OMNIA NIGHTCLUBでのパフォーマンス映像。                |

| タイトル                                                             | 規格             | 備考 |
| -------------------------------------------------------------------- | ---------------- | --- |
| 『Rockabye (feat. Sean Paul & Anne-Marie) - End of the World Remix』 | 配信限定EP       | 2016年12月9日に配信された、クリーン・バンディットの配信限定EP『Rockabye (feat. Sean Paul & Anne-Marie)[Remixes]』収録。 |
| 『Good Day (End of the World Remix)』                                | 配信限定シングル | 2017年9月22日に配信された、DNCEの楽曲『Good Day』のリミックス。後に11月8日発売の『DNCE Jumbo Edition』に収録。『Good Day (SEKAI NO OWARI) Remix』と表記される場合もある。                                                  |
| 『Hollow』                                                           | 配信限定アルバム | 2017年11月8日に配信された、DNCEの配信限定アルバム『DNCE Jumbo Edition』に収録。 この楽曲で、DNCEと共にミュージックステーションに出演している。アレンジバージョンがアルバム『Chameleon』に「Hollow (ft. DNCE)」として収録。 |
| 『Ideas - End of the World Remix』                                   | 配信限定シングル | 2020年5月29日に配信された、Au/Raの楽曲『Ideas』のリミックス。ロンドン・ファッション・ウィークでの意気投合や千と千尋の神隠しの劇中歌『あの夏へ』のコラボカバーをSNSに投稿するなど親交があった。                             |
| 『Bad Friend - End of the World Remix』                              | 配信限定シングル | 2020年11月20日に配信された。End of the Worldがリナ・サワヤマのアルバム『SAWAYAMA』を聞き、感銘を受けオファーをした。また、以前Zoomを使って連絡を取り合った様子をNakajinがインスタグラムに投稿。                            |
| 『M.I.A - End Of The World Remix』                                   | 配信限定シングル | 2021年5月7日に配信。オーストラリアで絶大な人気を誇るSheppardの最新アルバム『Kaleidscope Eyes』に収録の『M.I.A』をリミックスしたもの。                                                                                      |
| 『Osaka - End Of The World Remix』                                   | 配信限定シングル | 2021年9月10日に配信。SHAEDのデビューアルバム『High Five』に収録されている『Osaka』をEnd of the Worldがリミックスした。二番の歌詞をFukaseが歌っている。                                                                     |
| 『Supertropicali (End of the World Remix)』                          | 配信限定シングル | 2022年4月29日に配信された。 |
| 『What is Love (feat. End of the World)』                            | 配信限定シングル | 2023年6月23日に配信された。End of the Worldのレーベルなどを含むクリエイティブ・ハウスのLANDとワーナーミュージック・ジャパンが締結したパートナーシップにより実現したAloe Blaccへの楽曲提供。作詞はSaori、作曲はNakajin。    |

## 公式ファンクラブ

### S.N.O.W.S
2012年8月25日に発足したモバイルファンクラブで、既存のモバイルサイトがモバイルファンクラブとなった。
「ライブ先行受付」や「月イチの懸賞企画」や不定期配信ポッドキャスト「CHAN'T SLEEP FANTASY NIGHT」などが会員限定コンテンツ。

### R.A.I.N.S
2014年10月1日に発足したペーパーファンクラブで、会員証や専用ホームページなどが設けられている。
2024年10月1日に発足10周年を記念し、ホームページや特典などのリニューアルが行われた。

## ディスコグラフィ
- レーベルがLastrumの作品はインディーズ、TOY'S FACTORYおよびVirgin Musicの作品はメジャー。
- 順位は週間オリコンランキングの最高順位を示す。

### シングル

#### CDシングル
| #   | 発売日        | タイトル                | 販売形態   | 販売形態 | 順位 | 初収録アルバム |
| #   | 発売日        | タイトル                | 初回限定盤 | 通常盤   | 順位 | 初収録アルバム |
| --- | ------------- | ----------------------- | ---------- | -------- | ---- | -------------- |
| 1st | 2010年2月10日 | 幻の命                  |            | LASCD-47 | 36   | EARTH          |
| 2nd | 2010年11月3日 | 天使と悪魔/ファンタジー | LASCD-49A  | LASCD49  | 8    | ENTERTAINMENT  |
| 2nd | 2010年11月3日 | 天使と悪魔/ファンタジー | LASCD-49B  | LASCD49  | 8    | ENTERTAINMENT  |

| #    | 発売日         | タイトル                               | 販売形態       | 販売形態   | 販売形態   | 順位            | 初収録アルバム |
| #    | 発売日         | タイトル                               | 完全生産限定盤 | 初回限定盤 | 通常盤     | 順位            | 初収録アルバム |
| ---- | -------------- | -------------------------------------- | -------------- | ---------- | ---------- | --------------- | -------------- |
| 1st  | 2011年8月17日  | INORI                                  |                |            | TFCC-89337 | 13              | ENTERTAINMENT  |
| 2nd  | 2011年11月23日 | スターライトパレード                   | TFCC-89355     | 16         |            |                 | ENTERTAINMENT  |
| 3rd  | 2012年5月30日  | 眠り姫                                 | TFCC-89380     | TFCC-89382 | 4          |                 | ENTERTAINMENT  |
| 3rd  | 2012年5月30日  | 眠り姫                                 | TFCC-89381     | TFCC-89382 | 4          |                 | ENTERTAINMENT  |
| 4th  | 2013年5月1日   | RPG                                    | TFCC-89426     | TFCC-89428 | 2          | Tree            |                |
| 4th  | 2013年5月1日   | RPG                                    | TFCC-89427     | TFCC-89428 | 2          | Tree            |                |
| 5th  | 2014年1月22日  | スノーマジックファンタジー             | TFCC-89476     | TFCC-89478 | 1          | Tree            |                |
| 5th  | 2014年1月22日  | スノーマジックファンタジー             | TFCC-89477     | TFCC-89478 | 1          | Tree            |                |
| 6th  | 2014年4月9日   | 炎と森のカーニバル                     | TFCC-89500     | TFCC-89502 | 2          | Tree            |                |
| 6th  | 2014年4月9日   | 炎と森のカーニバル                     | TFCC-89501     | TFCC-89502 | 2          | Tree            |                |
| 7th  | 2014年10月15日 | Dragon Night                           | TFCC-89512     | TFCC-89514 | 4          | Tree            |                |
| 7th  | 2014年10月15日 | Dragon Night                           | TFCC-89513     | TFCC-89514 | 4          | Tree            |                |
| 8th  | 2015年7月29日  | ANTI-HERO                              | TFCC-89562     | TFCC-89564 | 2          | Eye             |                |
| 8th  | 2015年7月29日  | ANTI-HERO                              | TFCC-89563     | TFCC-89564 | 2          | Eye             |                |
| 9th  | 2015年9月25日  | SOS/プレゼント                         | TFCC-89565     | TFCC-89567 | 1          | Eye             |                |
| 9th  | 2015年9月25日  | SOS/プレゼント                         | TFCC-89566     | TFCC-89567 | 1          | Eye             |                |
| 10th | 2016年10月5日  | Hey Ho                                 | TFCC-89598     | TFCC-89600 | 3          | Lip             |                |
| 10th | 2016年10月5日  | Hey Ho                                 | TFCC-89599     | TFCC-89600 | 3          | Lip             |                |
| 11th | 2017年7月5日   | RAIN                                   | TFCC-89620     | TFCC-89622 | 2          | Lip             |                |
| 11th | 2017年7月5日   | RAIN                                   | TFCC-89621     | TFCC-89622 | 2          | Lip             |                |
| 12th | 2018年2月28日  | サザンカ                               |                | TFCC-89653 | 4          | Lip             |                |
| 13th | 2020年6月24日  | umbrella/Dropout                       | TYCT-39131     | TYCT-30110 | 3          | scent of memory |                |
| 13th | 2020年6月24日  | umbrella/Dropout                       | TYCT-39132     | TYCT-30110 | 3          | scent of memory |                |
| 14th | 2020年12月16日 | silent                                 | PROV-5031      | TYCT-39142 | TYCT-30116 | scent of memory | 4              |
| 14th | 2020年12月16日 | silent                                 | PROV-5031      | TYCT-39143 | TYCT-30116 | scent of memory | 4              |
| 15th | 2022年2月9日   | Diary                                  |                | TYCT-39168 | TYCT-30127 | 3               | Nautilus       |
| 15th | 2022年2月9日   | Diary                                  | TYCT-39169     |            | TYCT-30127 | 3               | Nautilus       |
| 16th | 2022年6月22日  | Habit                                  | TYCT-39178     | TYCT-39131 | 4          |                 | Nautilus       |
| 16th | 2022年6月22日  | Habit                                  | TYCT-39179     | TYCT-39131 | 4          |                 | Nautilus       |
| 17th | 2023年6月28日  | ターコイズ/サラバ/バタフライエフェクト | TYCT-39200     | TYCT-39038 | 3          |                 | Nautilus       |
| 17th | 2023年6月28日  | ターコイズ/サラバ/バタフライエフェクト | TYCT-39201     | TYCT-39038 | 3          |                 | Nautilus       |
| 18th | 2025年9月3日   | 琥珀/図鑑                              | PROV-5048      | TYCT-39322 | TYCT-30162 | TBA             | 未収録         |
| 18th | 2025年9月3日   | 琥珀/図鑑                              | PROV-5048      | TYCT-39323 | TYCT-30163 | TBA             | 未収録         |

#### 配信限定シングル
| #    | 発売日         | タイトル                                                 | 規格品番   | 順位   | 初収録アルバム  |
| #    | 発売日         | タイトル                                                 | 配信       | 順位   | 初収録アルバム  |
| ---- | -------------- | -------------------------------------------------------- | ---------- | ------ | --------------- |
| -    | 2012年12月5日  | スターライトパレード -CAN'T SLEEP FANTASY NIGHT Version- | TFDS-00193 | 未掲載 | 未収録          |
| 1st  | 2013年10月30日 | Death Disco                                              | TFDS-00240 | 未掲載 | Tree            |
| 2nd  | 2018年10月11日 | イルミネーション                                         | TFDS-00493 | 3      | Lip             |
| 3rd  | 2019年3月15日  | 蜜の月 -for the film-                                    | TFDS-00529 | 17     | 未収録          |
| 4th  | 2020年3月31日  | Dropout                                                  | 未公表     | 7      | scent of memory |
| 先行 | 2020年6月1日   | umbrella                                                 | 未公表     | 2      | scent of memory |
| 先行 | 2020年10月21日 | silent                                                   | 未公表     | 2      | scent of memory |
| 先行 | 2021年5月20日  | バードマン                                               | 未公表     | 7      | scent of memory |
| 先行 | 2023年4月19日  | サラバ                                                   | 未公表     | 14     | Nautilus        |
| 先行 | 2023年5月16日  | ターコイズ                                               | 未公表     | 14     | Nautilus        |
| 5th  | 2023年8月22日  | ROBO                                                     | 未公表     | 8      | Nautilus        |
| 6th  | 2023年9月17日  | 最高到達点                                               | 未公表     | 6      | Nautilus        |
| 7th  | 2024年5月10日  | Romantic                                                 | 未公表     | 5      | 未収録          |
| 8th  | 2025年3月12日  | 琥珀                                                     | 未公表     | 4      | 未収録          |
| 9th  | 2025年7月16日  | 図鑑                                                     | 未公表     | 7      | 未収録          |

### アルバム

#### 自主制作
| #   | 発売年 | タイトル       |
| --- | ------ | -------------- |
| 1st | 2007年 | 白い時計のCD   |
| 2nd | 2009年 | sekai NO oWARi |

#### オリジナルアルバム
| #   | 発売日        | タイトル        | 販売形態                   | 販売形態   | 販売形態   | 順位 |
| #   | 発売日        | タイトル        | 完全生産限定盤             | 初回限定盤 | 通常盤     | 順位 |
| --- | ------------- | --------------- | -------------------------- | ---------- | ---------- | ---- |
| 1st | 2010年4月7日  | EARTH           |                            |            | LASCD-0176 | 15   |
| 2nd | 2012年7月18日 | ENTERTAINMENT   | TFCC-86388                 | TFCC-86389 | 2          |      |
| 3rd | 2015年1月14日 | Tree            | TFCC-86500                 | TFCC-86501 | 1          |      |
| 4th | 2019年2月27日 | Eye             | TFCC-86660                 | TFCC-66661 | 2          |      |
| 5th | 2019年2月27日 | Lip             | TFCC-86662                 | TFCC-86663 | 1          |      |
| 6th | 2021年7月21日 | scent of memory | D2CE-9257（キャンドル盤）  | TYCT-69192 | TYCT-60171 | 3    |
| 7th | 2024年3月13日 | Nautilus        | TYCT-69293（デラックス盤） | TYCT-69294 | TYCT-60226 | 2    |
| 7th | 2024年3月13日 | Nautilus        | TYJT-59009（レコード盤）   | TYCT-69295 | TYCT-60226 | 2    |

#### ベストアルバム
| #   | 発売日        | タイトル                 | 販売形態       | 販売形態   | 販売形態   | 順位 |
| #   | 発売日        | タイトル                 | 完全生産限定盤 | 初回限定盤 | 通常盤     | 順位 |
| --- | ------------- | ------------------------ | -------------- | ---------- | ---------- | ---- |
| 1st | 2021年2月10日 | SEKAI NO OWARI 2010-2019 | TFCC-86711     | TFCC-86712 | TFCC-86713 | 1    |

### 映像作品
| #    | 発売日         | タイトル                                                | 販売形態   | 販売形態   | 順位 | 順位     |
| #    | 発売日         | タイトル                                                | DVD        | Blu-ray    | DVD  | Blu-ray  |
| ---- | -------------- | ------------------------------------------------------- | ---------- | ---------- | ---- | -------- |
| 1st  | 2011年6月15日  | 2010.12.23 SHIBUYA C.C.Lemon Hall                       | LADV-0004  |            | 16   | 発売なし |
| 2nd  | 2013年7月17日  | ARENA TOUR 2013「ENTERTAINMENT」in 国立代々木第一体育館 | TFBQ-18140 | 2          |      | 発売なし |
| 3rd  | 2014年4月9日   | 炎と森のカーニバル in 2013                              | TFBQ-18152 | 1          |      | 発売なし |
| 4th  | 2015年4月15日  | TOKYO FANTASY SEKAI NO OWARI                            | TBR25128D  | TBR25128D  | 3    | 3        |
| 4th  | 2015年4月15日  | TOKYO FANTASY SEKAI NO OWARI                            | TBR25129D  | TBR25129D  | １   | 14       |
| 5th  | 2016年2月17日  | Twilight City at NISSAN STADIUM                         | TFBQ-18178 | TFXQ-78134 | 2    | 2        |
| 6th  | 2017年1月11日  | The Dinner                                              | TFBQ-18185 | TFXQ-78141 | 2    | 4        |
| 7th  | 2018年3月7日   | Tarkus                                                  | TFBQ-78157 | TFXQ-78157 | 2    | 3        |
| 8th  | 2020年2月5日   | The Colors                                              | TFBQ-18220 | TFXQ-78178 | 1    | 6        |
| 9th  | 2022年8月10日  | BLUE PLANET ORCHESRA                                    |            | TYXT-19024 |      | 2        |
| 9th  | 2022年8月10日  | BLUE PLANET ORCHESRA                                    | TYBT-10075 | TYXT-10061 | 2    | 2        |
| 10th | 2023年1月25日  | Du Gara Di Du                                           |            | TYXT-19025 |      | 5        |
| 10th | 2023年1月25日  | Du Gara Di Du                                           | TYBT-10076 | TYXT-10062 | 4    | 5        |
| 11th | 2024年12月18日 | 深海                                                    |            | TYXT-19040 |      | 2        |
| 11th | 2024年12月18日 | 深海                                                    | TYBT-10093 | TYXT-10075 | 2    | 2        |

### ミュージックビデオ
| 公開日 | 公開日   | 曲名                       | 動画        | 監督         | 内容                                                                     |
| 年     | 月日     | 曲名                       | 動画        | 監督         | 内容                                                                     |
| ------ | -------- | -------------------------- | ----------- | ------------ | ------------------------------------------------------------------------ |
| 2010年 | 3月23日  | 幻の命                     | [ 動画 13 ] | 小林基己     | 初のミュージックビデオ。メンバーが共同生活で音楽制作する様子を表現した。 |
| 2010年 | 4月11日  | 虹色の戦争                 | [ 動画 14 ] | 小林基己     |                                                                          |
| 2011年 | 2月11日  | 天使と悪魔                 | [ 動画 15 ] | 柿本ケンサク |                                                                          |
| 2011年 | 2月12日  | ファンタジー               | [ 動画 16 ] | 柿本ケンサク |                                                                          |
| 2011年 | 8月15日  | INORI                      | [ 動画 17 ] | 須藤カンジ   |                                                                          |
| 2011年 | 11月5日  | スターライトパレード       | [ 動画 18 ] | 小林基己     | →詳細は「 スターライトパレード (曲) § ミュージックビデオ 」を参照        |
| 2012年 | 5月24日  | 眠り姫                     | [ 動画 19 ] | 藤村享平     | フルバージョンはシングル『眠り姫』初回限定盤Bに収録されている。          |
| 2013年 | 4月23日  | RPG                        | [ 動画 20 ] | 田向潤       |                                                                          |
| 2013年 | 11月23日 | Death Disco                | [ 動画 21 ] | 鶴岡雅浩     | ライブ「炎と森のカーニバル」のダイジェスト映像。                         |
| 2014年 | 1月15日  | スノーマジックファンタジー | [ 動画 22 ] | 田向潤       |                                                                          |
| 2014年 | 4月1日   | 炎と森のカーニバル         | [ 動画 23 ] | 田向潤       |                                                                          |
| 2014年 | 12月25日 | Silent Night               | [ 動画 24 ] | SONIC        |                                                                          |
| 2015年 | 6月16日  | Dragon Night               | [ 動画 25 ] | 関和亮       | 日本語版ではなく、英語版の楽曲が使用されている。                         |
| 2015年 | 7月15日  | ANTI-HERO                  | [ 動画 26 ] | 田向潤       |                                                                          |
| 2015年 | 9月18日  | SOS                        | [ 動画 27 ] | 田向潤       |                                                                          |
| 2016年 | 1月1日   | プレゼント                 | [ 動画 28 ] | 鉄拳         |                                                                          |
| 2016年 | 1月1日   | Mr.Heartache               | [ 動画 29 ] | 田向潤       |                                                                          |
| 2016年 | 10月1日  | Hey Ho                     | [ 動画 30 ] | 田向潤       |                                                                          |
| 2017年 | 7月1日   | RAIN                       | [ 動画 31 ] | 米林宏昌     | 主題歌を務めた、映画『メアリと魔女の花』の映像が使用されている。         |
| 2018年 | 2月3日   | サザンカ                   | [ 動画 32 ] | 藤代雄一朗   |                                                                          |
| 2018年 | 12月5日  | イルミネーション           | [ 動画 33 ] | 池田一真     |                                                                          |
| 2019年 | 2月8日   | スターゲイザー             | [ 動画 34 ] | 藤代雄一朗   |                                                                          |
| 2019年 | 2月19日  | LOVE SONG                  | [ 動画 35 ] | 新宮良平     |                                                                          |
| 2019年 | 2月27日  | Food                       | [ 動画 36 ] | 田向潤       |                                                                          |
| 2019年 | 2月27日  | Love the warz -rearranged- | -           | 田向潤       | 未公開だった映像。アルバム『Lip』初回限定盤DVDにのみ収録されている。     |
| 2020年 | 7月28日  | umbrella                   | [ 動画 37 ] | 池田大       |                                                                          |
| 2020年 | 11月17日 | silent                     | [ 動画 38 ] | 池田大       |                                                                          |
| 2021年 | 5月20日  | バードマン                 | [ 動画 39 ] | 池田大       |                                                                          |
| 2021年 | 7月2日   | tears                      | [ 動画 40 ] | 池田大       |                                                                          |
| 2021年 | 12月20日 | Diary                      | [ 動画 41 ] | 池田大       |                                                                          |
| 2022年 | 4月28日  | Habit                      | [ 動画 42 ] | 池田大       |                                                                          |
| 2023年 | 5月17日  | サラバ                     | [ 動画 43 ] | 池田大       |                                                                          |
| 2023年 | 5月30日  | ターコイズ                 | [ 動画 44 ] | 池田大       |                                                                          |
| 2023年 | 12月18日 | 最高到達点                 | [ 動画 45 ] | 池田大       |                                                                          |
| 2024年 | 3月5日   | タイムマシン               | [ 動画 46 ] | 池田大       |                                                                          |
| 2025年 | 3月12日  | 琥珀                       | [ 動画 47 ] | 今泉力哉     |                                                                          |
| 2025年 | 7月16日  | 図鑑                       | [ 動画 48 ] | 池田大       |                                                                          |

### 参加作品
| タイトル                                                                       | 規格 | 備考 |
| ------------------------------------------------------------------------------ | ---- | --- |
| 『ゴールデン・ヒッツ』                                                         | CD   | 2011年6月22日に発売されたエレキコミックのメンバー・DJやついいちろうのリミックスアルバム。インディーズ1stシングルのカップリング曲「インスタントラジオ」が収録されている。         |
| 『ap bank fes '10』                                                            | DVD  | 2011年7月6日に発売されたBank Band with Great Artistsの映像作品。インディーズ1stアルバムの収録曲「青い太陽」「虹色の戦争」「天使と悪魔」「死の魔法」「幻の命」が収録されている。  |
| 『「今日、恋をはじめます」オフィシャルアルバム』                               | CD   | 2012年12月5日に発売された『今日、恋をはじめます』のオムニバス。メジャー4thシングルのカップリング曲「スターライトパレード -CAN'T SLEEP FANTASY NIGHT Version-」が収録されている。 |
| 『モバイル・オーケストラ』                                                     | CD   | 2015年7月10日に発売されたアウル・シティーの5thアルバム。日本盤ボーナストラックとして客演参加した「Tokyo (feat. SEKAI NO OWARI)」が収録されている。                               |
| 『2016 アニメ&キッズ・ヒット・マーチ 〜動物戦隊ジュウオウジャー/サザエさん〜』 | CD   | 2016年3月23日に発売されたコロムビア・オーケストラのアルバム。両A面からなるメジャー9thシングルの表題曲「プレゼント」が収録されている。                                            |
| 『ゆずイロハ 1997-2017』                                                       | CD   | 2017年4月26日に発売されたゆずの5thベストアルバム。ゆずの楽曲「悲しみの傘」でゆず×SEKAI NO OWARI名義にてコラボレーションして収録されている。                                      |
| 『メアリと魔女の花 オリジナル・サウンドトラック』                              | CD   | 2017年7月5日に発売された村松崇継のサウンドトラック。メジャー11thシングルの表題曲「RAIN」が収録されている。                                                                       |
| 『フクロウの声が聞こえる』                                                     | CD   | 2017年9月6日に発売された小沢健二とSEKAI NO OWARI名義のコラボシングル。 |
| 『もしも生まれ変わったならそっとこんな声になって』                             | CD   | 2024年8月28日に発売されたクリープハイプのトリビュートアルバム。クリープハイプの楽曲「栞」をアレンジ・カバーしたものが収録されている。                                            |

### その他の楽曲
- TONIGHT ～会いに、走れ。ver.～
  - TONIGHTのアレンジバージョン。ライブ『SEKAI NO OWARI at 武道館』でNakajinが弾き語りで歌唱していた「TONIGHT」を、ニューバランス「会いに、走れ。」キャンペーンのためにFukaseが歌唱、バンドアレンジが加えられているもの[157]。現在、この楽曲は聞くことができない。
- Silent Night
  - Silent Nightのカバー[158]。公式ファンクラブ S.N.O.W.S限定で配信されていたが、2014年12月24日にYouTubeでミュージック・ビデオ（制作：SONIC[注釈 8]）が公開された[158]。また、2017年12月8日よりLINE MUSICのみで楽曲配信がされているほか、アルバム『Eye』『Lip』のパッケージ内に隠しコマンドがあり、それらを特定のサイトで入力すると、ベースアレンジがされたSilent Nightを聞くことが出来、Android端末の場合はダウンロードも可能である。
- Spotify Sessions[159]
  - 音楽ストリーミングサービスSpotifyでのみ配信されているEP。ANTI-HERO、Dragon Night、SOS、Sukiyaki（上を向いて歩こうの海外での呼称）のカバーの4曲が収録されている。Sukiyaki以外は英詞である。すべての曲をアコースティックバージョンにリアレンジし、シンガポールのYellow Box Studiosで録音した。2016年8月16日に公開された後、非公開になった。2019年の2月2日にSEKAI NO OWARIの全楽曲がストリーミングサービスに登場したのと同時に再配信された。海外のライブでDragon Nightの英語版を演奏する際はこのアレンジが採用されることが多い。また、このEPに収録されているDragon Nightの間奏部分のコーラスと同じメロディーが、2020年3月31日に配信リリースされた「Dropout」の間奏部分に採用されている。

## 受賞・ノミネート
| 年     | 賞                                | 内容                                            | 結果       |
| ------ | --------------------------------- | ----------------------------------------------- | ---------- |
| 2011年 | SPACE SHOWER MUSIC AWARDS 2011    | BEST NEW ARTIST VIDEO『ファンタジー』           | 受賞       |
| 2011年 | 第3回CDショップ大賞 2011          | 準大賞『EARTH』                                 | 受賞       |
| 2012年 | 第54回日本レコード大賞            | 優秀アルバム賞『ENTERTAINMENT』                 | 受賞       |
| 2013年 | 第5回CDショップ大賞 2013          | 入賞『ENTERTAINMENT』                           | 受賞       |
| 2014年 | MTV VMAJ 2014                     | 最優秀カラオケソング賞『RPG』                   | ノミネート |
| 2014年 | 第56回日本レコード大賞            | 優秀作品賞『炎と森のカーニバル』                | 受賞       |
| 2014年 | Yahoo!検索大賞 2014               | ミュージシャン部門賞                            | 受賞       |
| 2015年 | SPACE SHOWER MUSIC AWARDS 2015    | ARTIST OF THE YEAR                              | 受賞       |
| 2015年 | MTV VMAJ 2015                     | 最優秀邦楽グループビデオ賞『ANTI-HERO』         | ノミネート |
| 2015年 | MTV EMA 2015                      | Best Japanese Act                               | ノミネート |
| 2015年 | 第57回日本レコード大賞            | 優秀アルバム賞『Tree』                          | 受賞       |
| 2016年 | SPACE SHOWER MUSIC AWARDS 2016    | BEST GROUP ARTIST                               | 受賞       |
| 2016年 | Mnet Asian Music Awards 2016 MAMA | Best Asian Artist JAPAN                         | 受賞       |
| 2016年 | 第58回日本レコード大賞            | 編曲賞『Hey Ho』                                | 受賞       |
| 2017年 | SPACE SHOWER MUSIC AWARDS 2017    | BEST LIVE PRODUCTION                            | 受賞       |
| 2017年 | 第59回日本レコード大賞            | 優秀作品賞『RAIN』                              | 受賞       |
| 2018年 | 第60回日本レコード大賞            | 優秀作品賞『サザンカ』                          | 受賞       |
| 2019年 | SPACE SHOWER MUSIC AWARDS 2019    | BEST LIVE PRODUCTION                            | 受賞       |
| 2022年 | MTV VMAJ 2022                     | 最優秀ビデオ賞／Video of the Year 『Habit』     | 受賞       |
| 2022年 | MTV VMAJ 2022                     | 最優秀ダンスビデオ賞／Best Dance Video『Habit』 | 受賞       |
| 2022年 | 第64回日本レコード大賞            | 優秀作品賞『Habit』                             | 受賞       |
| 2022年 | 第64回日本レコード大賞            | 日本レコード大賞『Habit』                       | 受賞       |
| 2023年 | 令和4年度大田区民栄誉賞           | 大田区民栄誉賞                                  | 受賞       |
| 2023年 | 第37回日本ゴールドディスク大賞    | ベスト5ソング・バイ・ストリーミング『Habit』    | 受賞       |
| 2024年 | NexTone Award 2024                | Silver Medal                                    | 受賞       |
| 2025年 | MUSIC AWARDS JAPAN 2025           | 最優秀ダンスパフォーマンス賞『Habit』           | ノミネート |

## ストリーミング認定
2019年1月18日、各配信サイトにてこれまでの全シングル・アルバムのサブスクリプション配信が開始した。日本レコード協会でストリーミング認定された楽曲は下記の通り。

### シルバー認定
- RAIN（2020年4月）
- silent（2020年12月）
- RPG（2021年6月）
- Dragon Night（2021年7月）
- 眠り姫（2021年8月）
- サザンカ（2021年12月）

### ゴールド認定
- silent（2021年1月）
- RAIN（2021年9月）
- RPG（2022年3月）
- 虹色の戦争（2022年4月）
- Dragon Night（2022年6月）
- Habit（2022年6月）
- 眠り姫（2022年7月）
- サザンカ（2023年4月）
- スターライトパレード（2023年7月）
- 最高到達点（2024年1月）
- MAGIC（2024年4月）
- 炎と森のカーニバル（2024年4月）

### プラチナ認定
- silent（2022年1月）
- Habit（2022年8月）
- RPG（2023年11月）
- Dragon Night（2024年4月）
- 虹色の戦争（2024年4月）

### ダブル・プラチナ認定
- Habit（2023年1月）
- silent（2025年2月）

### トリプル・プラチナ認定
- Habit（2024年1月）

## タイアップ一覧

### 楽曲タイアップ
| 起用年 | 曲名                                                     | タイアップ先                                                                     |
| ------ | -------------------------------------------------------- | -------------------------------------------------------------------------------- |
| 2010年 | 天使と悪魔                                               | テレビ朝日系テレビドラマ『霊能力者 小田霧響子の嘘』主題歌                        |
| 2011年 | スターライトパレード                                     | 第1回NHK・民放連共同ラジオキャンペーン「はじめまして、ラジオです。」テーマソング |
| 2011年 | スターライトパレード                                     | 演劇集団キャラメルボックス2011年クリスマスツアー『流星ワゴン』ダンスソング       |
| 2011年 | スターライトパレード                                     | 東海テレビ系『コチラのトキメキのりものがたり』主題歌                             |
| 2012年 | TONIGHT 〜会いに、走れ。Ver〜                            | ニューバランス「会いに、走れ。」キャンペーンソング                               |
| 2012年 | TONIGHT                                                  | NHK BSプレミアムテレビドラマ『てふてふ荘へようこそ』主題歌                       |
| 2012年 | スターライトパレード -CAN'T SLEEP FANTASY NIGHT Version- | 映画『今日、恋をはじめます』挿入歌                                               |
| 2013年 | RPG                                                      | 映画『クレヨンしんちゃん バカうまっ!B級グルメサバイバル!!』主題歌                |
| 2013年 | アースチャイルド                                         | テレビ朝日系『お願い!ランキング』5月度エンディングテーマソング                   |
| 2013年 | Death Disco                                              | ナゾトキネマ『マダム・マーマレードの異常な謎』主題歌                             |
| 2013年 | スノーマジックファンタジー                               | JR東日本「JR SKISKIキャンペーン」CMソング                                        |
| 2014年 | 炎と森のカーニバル                                       | NTTぷらら「ひかりTVらい系エンタメ」CMソング                                      |
| 2014年 | ピエロ                                                   | ロート製薬「OXY -キミのはじまり、セカイのはじまり。-」CMソング                   |
| 2014年 | PLAY                                                     | フジテレビ系『めざましテレビ』デイリーテーマソング (木曜日)                      |
| 2014年 | スターライトパレード                                     | トヨタ自動車「ラクティス」CMソング                                               |
| 2014年 | Love the warz                                            | フジテレビ系テレビドラマ『おわらないものがたり』主題歌                           |
| 2014年 | MAGIC                                                    | フジテレビ系『めざましテレビ』デイリーテーマソング (木曜日)                      |
| 2014年 | マーメイドラプソディー                                   | 映画『海月姫』主題歌                                                             |
| 2015年 | ムーンライトステーション                                 | UHA味覚糖「ぷっちょ」CMソング                                                    |
| 2015年 | プレゼント                                               | 第82回NHK全国学校音楽コンクール中学校の部 課題曲                                 |
| 2015年 | ANTI-HERO                                                | 映画『進撃の巨人 ATTACK ON TITAN』主題歌                                         |
| 2015年 | SOS                                                      | 映画『進撃の巨人 ATTACK ON TITAN エンド オブ ザ ワールド』主題歌                 |
| 2015年 | Mr.Heartache                                             | ウェブドラマ『シークレット・メッセージ』エンディングテーマ                       |
| 2017年 | RAIN                                                     | 映画『メアリと魔女の花』主題歌                                                   |
| 2017年 | スターゲイザー                                           | 全国夜の遊園地ツアー「竜の夜からの脱出」タイアップソング                         |
| 2017年 | Silent Night                                             | LINE動画シリーズ『LINE みんなのものがたり』主題歌                                |
| 2018年 | サザンカ                                                 | 「平昌オリンピック」・「平昌パラリンピック」NHK放送テーマソング                  |
| 2018年 | YOKOHAMA blues                                           | AbemaTV『太陽とオオカミくんには騙されない?』主題歌                               |
| 2018年 | イルミネーション                                         | テレビ朝日系テレビドラマ『リーガルV〜元弁護士・小鳥遊翔子〜』主題歌              |
| 2019年 | Re:set                                                   | PlayStation 4/PlayStation Vita用ゲーム「キャサリン・フルボディ」イメージソング   |
| 2019年 | 蜜の月 -for the film-                                    | 映画『君は月夜に光り輝く』主題歌                                                 |
| 2019年 | Witch                                                    | アサヒビール「アサヒスーパードライ 瞬冷辛口」CMソング                            |
| 2019年 | RPG                                                      | 東芝「扉を開け篇」CMソング                                                       |
| 2020年 | Dropout                                                  | au「au 5Gその手に」篇CMソング                                                    |
| 2020年 | umbrella                                                 | フジテレビ系テレビドラマ『竜の道 二つの顔の復讐者』主題歌                        |
| 2020年 | 周波数                                                   | TOKYO FM開局50周年アニバーサリーソング第3弾                                      |
| 2020年 | silent                                                   | TBS系テレビドラマ『この恋あたためますか』主題歌                                  |
| 2021年 | RAIN                                                     | サントリー「BOSS」CMソング                                                       |
| 2021年 | バードマン                                               | フジテレビ系『めざまし8』テーマソング                                            |
| 2021年 | family                                                   | テレビ朝日系テレビドラマ『IP〜サイバー捜査班』主題歌                             |
| 2021年 | Diary                                                    | Netflix 『未来日記』 主題歌                                                      |
| 2022年 | Habit                                                    | 映画『ホリック xxxHOLiC』主題歌                                                  |
| 2023年 | サラバ                                                   | フジテレビ系テレビドラマ『わたしのお嫁くん』主題歌                               |
| 2023年 | バタフライエフェクト                                     | フジテレビ系テレビドラマ『わたしのお嫁くん』オープニングテーマ                   |
| 2023年 | ターコイズ                                               | キリン『CLUB氷結』曲を作ろう篇CMソング                                           |
| 2023年 | ROBO                                                     | テレビ朝日系テレビドラマ『シッコウ!!〜犬と私と執行官〜』主題歌                   |
| 2023年 | タイムマシン                                             | Netflix映画『赤ずきん、旅の途中で死体と出会う。』主題歌                          |
| 2023年 | 最高到達点                                               | フジテレビ系テレビアニメ『ONE PIECE』オープニングテーマ                          |
| 2023年 | デットエンド                                             | 富士急ハイランド『ZOKKON』タイアップ曲                                           |
| 2023年 | 深海魚                                                   | 映画『怪物の木こり』主題歌                                                       |
| 2023年 | RPG                                                      | JR東日本「自分の世界に、まだない場所へ。」CMソング                               |
| 2024年 | Romantic                                                 | TBS系テレビドラマ『9ボーダー』主題歌                                             |
| 2024年 | プレゼント                                               | 劇場アニメ『インサイド・ヘッド2』日本版エンドソング                              |
| 2025年 | 琥珀                                                     | 映画『少年と犬』主題歌                                                           |
| 2025年 | 図鑑                                                     | 劇場アニメ『不思議の国でアリスと -Dive in Wonderland-』主題歌                    |

### コラボレーション・キャンペーン
- タワーレコード（2010年11月、2019年2月、2021年7月）[203][204]
- WEGO（2012年7月、2013年11月）[205][206]
- ファミリーマート「炎と森のカーニバル -スターランド編-」タイアップキャンペーン（2014年1月～2月）[207]
- OXY「キミのはじまり、セカイのはじまり。」（2014年3月）[208]
- エースコック「SEKAI NO OWARI 梅入り濃厚豚骨ラーメン」（2014年11月）[209]
- JOYSOUND（2014年10月、2019年2月）[210][211]
- 文春文庫 秋100 ベストセレクションフェア「世界の終わりに、何を読む？ SEKAI NO OWARIが、何を読む？」（2017年8月）[212]
- リアル脱出ゲーム
  - 「竜の夜からの脱出」（2017年9月～2018年6月、2023年11月～12月）[213][214][215]
  - 「INSOMNIA TRAINからの脱出」（2018年8月～9月）[216]
- エフエム北海道「Next Train is the "INSOMNIA TRAIN" in 三井アウトレットパーク 札幌北広島」（2018年1月～6月）[217]
- 淡麗グリーンラベル（2018年5月）[218]
- MARVEL『End of the World』（2018年12月～2022年3月）[219][220]
- TikTok（2021年7月、2022年2月）[221]
- 富士急ハイランド「SEKAI NO OWARI × 富士急ハイランド ～ZOKKONにもっとゾッコンキャンペーン～」（2024年2月～4月）[222]

## ライブ
- 世界の終わり Heart the eartH TOUR（2010年4月〜7月）
- 世界の終わり 秋のワンマンツアー 2010（2010年11月〜12月）
- SEKAI NO OWARI at 武道館（2011年11月）
- SEKAI NO OWARI TOUR 2011（2011年11月〜12月）
- ZEPP TOUR 2012「ENTERTAINMENT」（2012年5月）
- HALL TOUR 2012「ENTERTAINMENT」（2012年7月〜10月）
- ARENA TOUR 2013「ENTERTAINMENT」（2013年1月〜2月）
- 炎と森のカーニバル（2013年10月）
- ARENA TOUR 2014「炎と森のカーニバル - スターランド編 -」Supported by OXY（2014年4月〜6月）
- TOKYO FANTASY（2014年10月）
- Twilight City（2015年7月）
- 全国ツアー 2016「The Dinner」（2016年3月〜6月）
- ドーム・スタジアムツアー 2017「タルカス」（2017年1月〜2月）
- 野外ツアー2018「INSOMNIA TRAIN」（2018年4月〜6月）
- ファンクラブツアー「Fafrotskies」（2018年11月〜12月）
- TOUR 2019「The Colors」（2019年4月〜8月）
- Tour 2021-2022「BLUE PLANET ORCHESTRA」（2021年11月〜2022年3月）
- DOME TOUR 2022「Du Gara Di Du」（2022年8月〜10月）
- FANCLUB TOUR 2023「Fafrotskies 〜The Fan〜」（2023年1月〜3月）
- ZEPP TOUR 2023「Terminal」（2023年9月〜11月）
- ARENA TOUR 2024「深海」（2024年3月〜8月）
- FANCLUB TOUR 2025「INSTANT RADIO」（2025年5月～7月）
- ASIA TOUR 2025「Phoenix」（2025年9月～10月）

## 出演イベント
2010年
- 3月13日 - FACTORY LIVE 0313
- 4月9日 - LIVE OF ROOKIE
- 4月17日、24日、25日 - TOWER RECORDS presents NEW TOWER GENERATION supported by MARQUEE/myspace
- 5月30日 - ROCKS TOKYO 2010
- 6月12日 - スペシャ列伝10th Anniversary × クラブサーモン スペースシャワー列伝 〜第八十一巻 鮭団（サーモン）の宴〜
- 6月29日 - MINAMI FREAK 008
- 7月17日 - ap bank fes '10
- 7月31日 - SETSTOCK’10
- 8月6日 - ROCK IN JAPAN FESTIVAL 2010
- 8月22日 - MONSTER baSH2010
- 8月28日 - SPACE SHOWER SWEET LOVE SHOWER 2010 -15th ANNIVERSARY-
- 8月29日 - RUSH BALL2010 supported by NTTドコモ
- 11月6日 - スペシャ ザ ワールド vol.1　〜SLS15th×列伝10th〜
- 11月11日 - 『GSGP PROJECT SPECIAL!』supported by glico
- 12月29日 - FM802 ROCK FESTIVAL『RADIO CRAZY』
- 12月31日 - rockin’on presents『COUNTDOWN JAPAN 10/11』

2011年
- 4月30日 - NTTドコモ presents 「ROCK KIDS 802」SPECIAL LIVE 〜REQUESTAGE 9〜
- 5月28日 - ROCKS TOKYO 2011 WIND STAGE
- 7月24日 - JOIN ALIVE 2011 VELVET CIRCUS
- 8月3日 - 閃光ライオット2011 名古屋予選会場ゲストライブ
- 8月7日 - ROCK IN JAPAN FESTIVAL 2011
- 8月25日 - 新木場サンセット 2011
- 8月27日 - ARABAKI ROCK FEST.11 08 鰰(HATAHATA)[注釈 9]
- 8月28日 - SPACE SHOWER SWEET LOVE SHOWER 2011
- 9月10日 - TREASURE05X 2011 -greatest pleasure-
- 9月17日 - Higher Ground 2011
- 10月2日 - はじめまして、ラジオです。IN 渋谷
- 10月16日 - MINAMI WHEEL 2011
- 12月29日 - RADIO CRAZY
- 12月31日 - COUNTDOWN JAPAN 11/12

2012年
- 1月29日 - 「au by KDDI」presents オンタマカーニバル 2012
- 3月17日 - GO!FES 2012
- 4月15日 - SUPER GIRLS FESTA （台湾）
- 4月30日 - REQUESTAGE 10
- 7月29日 - 2012 JISAN VALLEY ROCK FESTIVAL （韓国）

2013年
- 1月27日 - MIDEM Live Nation Night （フランス）
- 4月21日 - KAWAii!! MATSURi
- 5月26日 - TOKYO METROPOLITAN ROCK FESTIVAL 2013
- 7月28日 - JOIN ALIVE 2013
- 8月31日 - 音楽と髭達 2013 -CARNIVAL-
- 11月2日 - AGESTOCK 2013 in 早稲田祭
- 11月20日 - 東京ラーメンショー （トークゲスト） - Nakajin、DJ LOVE
- 11月21日～24日 - GUNPLA EXPO WORLD TOUR JAPAN 2013 (オリジナルカラーリング展示) - DJ LOVE
- 12月2日、3日 - マキシマム ザ ホルモン “予襲復讐”ツアー

2014年
- 2月8日 - SEKAI NO OWARI×LINE ポコパン 直接対戦イベント
- 5月29日 - SAYONARA 国立競技場 FINAL WEEK JAPAN NIGHT
- 8月10日 - ROCK IN JAPAN FESTIVAL 2014
- 8月17日 - SUMMER SONIC 2014
- 8月30日 - 音楽と髭達2014 -Rock'n Roll Stadium-
- 10月11日 - テレビ朝日ドリームフェスティバル 2014[223]
- 10月25日 - ABU TV ソング・フェスティバル2014
- 10月31日 - 東京ラーメンショー （トークゲスト） - Nakajin・DJ LOVE
- 11月9日 - ミュージックドラゴン LIVE 2014

2015年
- 3月27日 - 第五回香港アジアポップミュージックフェスティバル
- 9月12日 - MTV World Stage Malaysia

2016年
- 1月24日 - 第11回 KKBOX MUSIC AWARDS
- 6月10日 - club EARTH 10th Anniversary
- 7月23日 - Jisan Valley Rock Festival 2016（韓国）
- 9月17日 - Concrete & Grass Music Festival 2016（英語版）（上海）
- 11月27日 - Clockenflap 2016（英語版）（香港）

2017年
- 6月11日 - club EARTH 11th Anniversary
- 8月10日 - SOUNDBOX IN BANGKOK

2018年
- 6月10日 - club EARTH 12th Anniversary
- 7月29日 - Sound City（韓国）
- 12月2日 - uP!!!FESTIVAL 2018 ～SEKAI NO OWARI×WANIMA～

2019年
- 8月3日 - ROCK IN JAPAN FESTIVAL 2019
- 8月16日 - Spotify on Stage in MIDNIGHT SONIC 2019
- 9月1日 - SPACE SHOWER TV 30TH ANNIVERSARY SPACE SHOWER SWEET LOVE SHOWER 2019
- 9月14日 - VOGUE FASHION’S NIGHT OUT 2019

2021年
- 4月24日 - Secret Sky

2022年
- 4月24日 - THE PARADE
- 11月2日 - MTV VMAJ 2022
- 12月6日 - YouTube FanFest 2022

2023年
- 5月10日 - 氷結ブランド戦略発表会
- 8月19日 - SUMMER SONIC 2023
- 8月26日 - SPACE SHOWER SWEET LOVE SHOWER 2023（豪雨により公演中止）
- 9月2日 - WANIMA pre. 1CHANCE FESTIVAL 2023

2025年
- 7月19日 - JOIN ALIVE 2025
- 7月21日 - NUMBER SHOT 2025
- 8月30日 - 音楽と髭達2025-ONE NIGHT Rock’n Roll SHOW-
- 8月31日 - SPACE SHOWER SWEET LOVE SHOWER 2025 -30th ANNIVERSARY-
- 9月13日 - ROCK IN JAPAN FESTIVAL 2025

## 出演

### NHK紅白歌合戦出場歴
| 年度   | 放送回 | 回 | 曲目            | 出場組 | 備考                                                                       |
| ------ | ------ | -- | --------------- | ------ | -------------------------------------------------------------------------- |
| 2014年 | 第65回 | 初 | Dragon Night    | 白組   | 後半白組トップバッター                                                     |
| 2015年 | 第66回 | 2  | プレゼント      | 白組   | 中学生と合唱                                                               |
| 2016年 | 第67回 | 3  | Hey Ho from RPG | 白組   | 「RPG」「Hey Ho」を順に披露（RPGは冒頭のみ）                               |
| 2017年 | 第68回 | 4  | RAIN            | 白組   | Saoriは産休のため出演せず、Nakajinが代わりにピアノを演奏した。             |
| 2018年 | 第69回 | 5  | サザンカ        | 白組   |                                                                            |
| 2022年 | 第73回 | 6  | Habit           | 紅組   | ダンサー及び、郷ひろみ、JO1、SixTONES、Niziu、乃木坂46らと共にダンスを披露 |

### 映画
- TOKYO FANTASY SEKAI NO OWARI（2014年8月15日公開、東宝）

### 冠番組
- SEKAI NO OWARI ザ・シークレット（2022年4月27日、日本テレビ）[225]

### バラエティ
- 宝探しアドベンチャー 謎解きバトルTORE!（2014年4月7日、日本テレビ）
- しゃべくり007（2014年4月28日、日本テレビ）[226]
- ミレニアムズ（2014年10月18日、フジテレビ）[227]
- SMAP×SMAP BISTRO SMAP（2014年10月27日、フジテレビ）[228]
- 嵐にしやがれ（2015年1月17日、日本テレビ）[229]
- Rの法則（2015年4月9日、NHK Eテレ）[230]
- ヒルナンデス!（2015年7月28日、日本テレビ）[231]
- 関ジャム 完全燃SHOW（2015年9月6日、テレビ朝日）[232]
- 嵐にしやがれ（2015年9月12日、日本テレビ）[233]
- 王様のブランチ（2017年6月24日、TBS）
- しゃべくり007（2021年3月22日、日本テレビ）[234]
- 日曜日の初耳学（2024年3月17日、TBS）[235]

### ラジオ
- 『SCHOOL OF LOCK!』内「セカオワLOCKS!」(JFN系全国38局：2011年9月5日 - 11月28日、2012年4月6日 - 2020年3月27日)[236][237]
- SEKAI NO OWARI “The House”　(JFN系全国38局：2020年4月5日 ‐)[238]
- YOUR RADIO 802（FM802：2014年1月24日 - 1月31日、2024年3月15日 - 3月22日）[239][240]

### CM
- トヨタ自動車『ラクティス』（2014年5月16日）[173]
- UHA味覚糖『ぷっちょ』（2015年3月14日 - ）[177]
- au『au 5Gその手に』篇（2020年3月30日 - ）[241][242]
- キリン『CLUB氷結 曲を作ろう篇』（2023年5月15日 - ）[243]

### 雑誌
- 「世界新聞」（終了）- 『MUSICA』[244]
- 「From the Ending」（終了）- 『MARQUEE』[245]

## 書籍

### バンド・スコア
いずれもシンコーミュージック・エンタテイメントから刊行。
- EARTH バンド・スコア（2010年7月20日）ISBN 978-4-401-35532-7
- INORI バンド・スコア（2011年8月29日）ISBN 978-4-401-35617-1
- 天使と悪魔／ファンタジー バンド・スコア（2011年8月29日）ISBN 978-4-401-35618-8
- ENTERTAINMENT バンド・スコア（2012年10月26日）ISBN 978-4-401-35692-8
- SEKAI NO OWARI Selection（2014年8月13日）ISBN 978-4-401-03023-1 ※ピアノソロスコア
- SEKAI NO OWARI「Tree」（2015年11月24日）ISBN 978-4-401-35801-4
- SEKAI NO OWARI「Tree」（リズム・トラックCD付）（2015年11月24日）ISBN 978-4-401-35802-1
- 世界の終わり「EARTH」（リズム・トラックCD付）（2015年11月24日）ISBN 978-4-401-35815-1
- ギター弾き語り 世界の終わり「EARTH」（2016年1月30日）ISBN 978-4-401-16065-5
- ギター弾き語り SEKAI NO OWARI「ENTERTAINMENT」（2016年1月30日）ISBN 978-4-401-16066-2
- ギター弾き語り SEKAI NO OWARI 「Tree」（2016年1月30日）ISBN 978-4-401-16067-9
- ピアノ・ソロ SEKAI NO OWARI Selection Vol.2（2016年1月30日）ISBN 978-4-401-03286-0
- ピアノ・ソロ SEKAI NO OWARI Selection Vol.3（2019年9月20日）ISBN 978-4-401-03756-8
- バンド・スコア SEKAI NO OWARI「Lip」(リズム・トラックCD付) (2020年4月27日) ISBN 978-4-401-35909-7
- バンド・スコア SEKAI NO OWARI「Eye」(リズム・トラックCD付) (2020年4月27日) ISBN 978-4-401-35908-0
- ピアノ・ソロ SEKAI NO OWARI Selection Vol.4（2025年3月28日）ISBN 978-4-401-04412-2
- 音名カナつきやさしいピアノ・ソロ SEKAI NO OWARI Selection Vol.1（2025年3月28日）ISBN 978-4-401-04416-0
- 音名カナつきやさしいピアノ・ソロ SEKAI NO OWARI Selection Vol.2（2025年3月28日）ISBN 978-4-401-04417-7

### 単行本
- 『世界の終わり』（2015年2月10日、ロッキング・オン）ISBN 978-4-86052-120-2[246][247]